# Forever for Now (canción)
«Forever for Now» (en español: «Para siempre, por ahora») es una canción de rock escrita por el vocalista y músico Myles Goodwyn.  Fue numerada como el primer tema del álbum homónimo de la banda canadiense de rock April Wine, lanzado por Aquarius Records en 1977.

## Lanzamiento y recepción
Esta melodía fue elegida para que se publicara como el primer sencillo de Forever for Now, esto en 1976.  En la cara B del vinilo se escogió la canción «I'd Rather Be Strong» («Prefiero ser fuerte» en castellano) para ser adherida en dicho lado. Esta pista fue compuesta también por Goodwyn.
La revista canadiense RPM Magazine colocó a «Forever for Now» en la posición 45.º de la lista de los 100 sencillos más populares el 5 y 12 de marzo de 1977.

## Lista de canciones

### Cara A
| side one |                   |               |          |  |
| N.º      | Título            | Escritor(es)  | Duración |  |
| 1.       | «Forever for Now» | Myles Goodwyn | 3:04     |  |

### Cara B
| side one |                        |               |          |  |
| N.º      | Título                 | Escritor(es)  | Duración |  |
| 1.       | «I'd Rather Be Strong» | Myles Goodwyn | 4:55     |  |

## Créditos

### April Wine
- Myles Goodwyn — voz principal, guitarra, tecladoss y arreglo de cuerdas
- Gary Moffet — guitarra y coros
- Steve Lang — bajo y coros
- Jerry Mercer — batería

### Músicos adicionales
- Tony Grant — coros (en la canción «I'd Rather Be Strong»)
- Gail Mezo — coros (en la canción «I'd Rather Be Strong»)
- Judy Richards — coros (en la canción «I'd Rather Be Strong»)

## Listas
| Año  | País   | Lista                        | Posición máxima |
| ---- | ------ | ---------------------------- | --------------- |
| 1977 | Canadá | RPM Magazine Top 100 Singles | 45.º            |